# Delta (metrostation)
Delta is een metrostation van de Brusselse metro, gelegen in de gemeente Oudergem. Het metrostation ligt naast de universitaire Campus de la Plaine/Campus Etterbeek van de ULB respectievelijk de VUB.

## Geschiedenis
Het metrostation Delta werd geopend op 20 september 1976 ter gelegenheid van de in dienststelling van metrolijn 1 tussen De Brouckère en Tomberg / Beaulieu. Oorspronkelijk was het niet voorzien dat er op deze locatie een metrostation gebouwd zou worden vanwege de te kleine afstand tussen Hankar en Delta. Maar met de komst van het metrostelplaats Delta begin jaren '70 en de bouw van de E411 ter hoogte van Beaulieu werd dit station dan toch behouden. In het station werd de Business Unit Metro van de MIVB geïnstalleerd.
Sinds de herinrichting van het metronet in 2009 bedient metrolijn 5 dit station. In de loop van het jaar 2016 werd op elk perron van het station een lift geïnstalleerd alsook een extra trap. Op deze manier wordt Delta een rolstoelvriendelijk station.

## Situering
Het bovengrondse station is geheel overdekt en ligt parallel met spoorlijn 26 waar ook een station gevestigd is. Direct ten zuiden van station Delta bevindt zich de hoofdwerkplaats van de Brusselse metro. De reguliere lijnsporen kruisen het stelplaats ondergronds.
Bovengronds vindt men een grote P+R parking van 350 plaatsen waar 's ochtends pendelaars hun wagen afzetten om hun reis verder te zetten met de metro. Buslijnen 71 en 72 van de MIVB stoppen er alsook diverse De Lijn- en TEC-buslijnen.

## Kunst
De buitenwand is versierd met een compositie van vlakken en lijnen, ontworpen door Jan Van Den Abeel.
In de toegangshal hangt het werk 'Sept écritures' dat vervaardigd werd door Pierre Alechinsky en Christian Dotremont. Dit schilderij werd vervaardigd met inkt op hout en kunsthars. Dit werk hangt sinds 2006 in station Delta en hing voordien (sinds 1976) in station Anneessens.